# San Andrés Copala
San Andrés Copala är en ort i Mexiko.   Den ligger i kommunen San Pedro Mixtepec -Dto. 22 - och delstaten Oaxaca, i den sydöstra delen av landet, 400 km sydost om huvudstaden Mexico City. San Andrés Copala ligger 335 meter över havet och antalet invånare är 840.
Terrängen runt San Andrés Copala är lite bergig.  Trakten runt San Andrés Copala är nära nog obefolkad, med mindre än två invånare per kvadratkilometer. Närmaste större samhälle är Puerto Escondido, 16,0 km sydost om San Andrés Copala. Omgivningarna runt San Andrés Copala är en mosaik av jordbruksmark och naturlig växtlighet.